# ペンホルダー

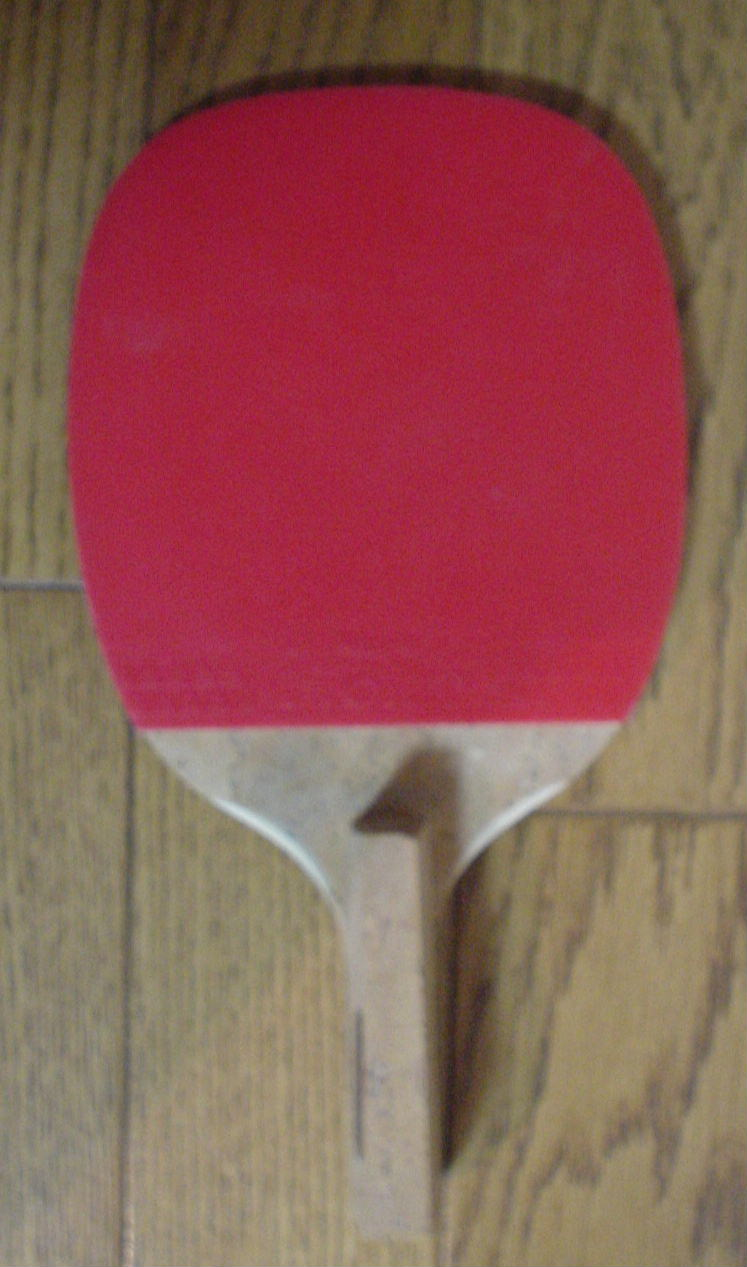
ペンホルダー

ペンホルダーは、卓球においてラケットをペンを持つようにして握るグリップのことである。
ヨーロッパにはこのラケットを使用する選手はほとんどおらず、日本、中国、韓国をはじめとしたアジア特有のグリップといえる。

## 概要
ペンを持つように握るタイプのラケット（通称）。親指と人差し指で支えなければならないため、通常片面のみにラバーを貼り、その面だけで打球する。
主に日本式ペンホルダーと中国式ペンホルダーに大別される。前者は日本、韓国、台湾等で普及し、後者は中国を中心にアジア諸国で普及している。
シェークハンド同様、表面と裏面とで異なる色のラバーを貼らなければならないので、片面のみにラバーを貼る場合は、表面と異なる色のシートを張るか塗りつぶさなければならない。日本式ペンでは、購入する時には既に塗りつぶされているものが多い。
1980年代頃までは、日本を始め、アジアの選手の大半がペンホルダーであった。しかし、1990年代になって、ヨルゲン・パーソンやヤン＝オベ・ワルドナーといったシェークハンドの選手が旋風を巻き起こしたことに加えて、ペンホルダー特有の短所の存在が明らかになり、アジア諸国の考え方に大きな影響を与えたことで、次第にペンホルダーの選手は減少していった。
とはいえ、打球の幅を広げることを目的として両面にラバーを貼るケースがあり、試合中やラリー中に反転して打球したり（反転式）、シェークハンドよりも劣るとされているバックハンドの技術を補うために裏面打法が実戦レベルで使用できる技術として開発された。劉国梁が裏面打法を使用して実績を残したことに加えて、近年では王皓、馬琳などの中国選手がラバーを両面に貼って裏面打法を取り入れたペン両ハンドドライブ型を完成させ、世界トップレベルで実績を残している。以後、裏面打法はバックハンドの弱点を克服する方法として中国式ペンホルダーの選手を中心に広く受け入れられている。

## 特徴
ラケットの持ち方から、シェークハンドと比べて手首がよく動く。従ってスナップを利かせた台上での操作性（ボールコントロール）に優れ、（真下回転サービスのやりにくさを除いて）多彩なサーブを出しやすく、ミドルに来たボールを比較的処理しやすいのが特徴である。シェークハンドのラケットをペンホルダーの形で持つことも可能なため、かつてはサーブのみペンホルダーの持ち方で打ちシェークハンドに持ち変える、という技術も見られた。
ラケットのヘッドが下がった状態から打球するので、シェークハンドと比べて振った時にラケットがしなり、打球時に回転を掛けやすい。
構造上ラケットの両面を使うのが難しく、表片面のみでフォア・バックハンドを打つのが基本であるゆえにラバー消耗が激しく、バックハンドで打つ時は、ラケットを引っくり返す形にせねばならず、裏面を支える指３本が浮いてラケットが不安定になってしまう。そのため、シェークハンドに比べてバックハンドの技術が乏しく攻撃力に欠けることがペンホルダーの最大の弱点である。
また、ラケットの握り方ゆえにヘッドが下がるので真下回転サービスが出しにくく、少しでもラケット角度がズレたり感覚がはずれるとミスにつながりやすく、フォア側に振り切られた際の飛びつきからのフォアハンド強打の正確性が落ちるといった短所がある。
しかしながら、打球の幅を広げることを目的として両面にラバーを貼るケースがあり、試合中やラリー中に反転して打球したり（反転式）、シェークハンドよりも劣るとされているバックハンドの技術を補うために裏面打法をする選手が多くなってきている。

## 種類

### 日本式ペンホルダー
ブレードは角ばった形（「角型」と呼ばれることが多い）や角を落とした楕円形に近い形（「角丸型」と呼ばれることが多い）が主に見られ、円形の「丸型」も存在している。反転しやすいグリップ部になった「反転式」も存在する。
表面のグリップ周辺部と裏面の半分程度にはコルクシートが貼られ、グリップの人差し指を引っ掛ける部分にはコルクが用いられている。グリップをコルクではなく木材を使っていたり、木材とコルク両方を併せて使っているラケットもある。主に日本・韓国・台湾の選手が使用し、韓国では角型が選択されることが多い。この形式で裏面打法を使う選手は少なく、世界レベルになると皆無である。
日本式では、吸い付くような独特の打球感と弾みから檜単板が人気だが、国内の質の良い檜が減少し、高品質の檜単板が少なくなってきている。それに伴い、檜単板ペンホルダーは価格の高騰化も進んでいる。また、桂単板などその他の材木で作られるラケットも増えてきている。
日本の全盛期、世界卓球選手権優勝時などに日本人選手に使用されていたタイプのラケットであるが、1990年代以降シェークハンドの使用率が高くなってきたこともあり、現在では日本式ペンホルダーを使用して世界的に活躍している日本人選手はほとんど目にすることはなくなってしまった。
角型ペンホルダー
ブレード先端は角ばった形。重心が先端部寄りなため、角丸型や丸型に比べて強力なフォアハンドを出しやすい。日本式ペンホルダーのドライブ主戦型は主にこのタイプのラケットが用いられ、材質は基本的に檜単板が選ばれる。競技レベルになるとテンション系などの裏ソフトラバー使用者が主となるが、弾みはラバー硬度に大きく依存する。
角丸型ペンホルダー
ブレード先端は角を落とした楕円形に近い形。角型と比較すると切り替えや細かい技術が出しやすく、扱いやすいため、選手レベルを問わず使用されているラバーや戦型も多岐にわたる。反面、中途半端であることが短所であり、1枚しかラバーを貼れないことも相まって、材質や扱いやすさ以外で特徴を出すことが難しくなっている。
丸型ペンホルダー
ブレード先端は円形の形。角型や角丸型、中国式に比べると攻撃力で劣るが、日本式の中では最も切り替えや細かい技術がしやすい。基本的に表ソフトラバー使用者が主となる。現在では中国式ペンホルダーが普及していることもあり、使用者は非常に少ない。
反転式ペンホルダー
日本式ペンホルダーのうち、反転しても持ちやすいように設計されたもので両面にラバーを貼れるようにしたラケットを指すことが多い。
ブレードの両面使用を前提としているため、反転しやすいグリップ部になっている。グリップ部にコルクを使っているものの、通常の日本式とはグリップ部が異なっており、両面にコルクをつけている。
基本的に両面に異なった性質のラバーを貼ることが多く、主にペン粒など両面に異質ラバーを貼って変化させる選手が使っている。形状は角丸型が選ばれることが多い。
1980年代前半まではルールで両面同色が禁止されておらず、裏ソフトとアンチ裏ソフトを同色で組み合わせて貼る使い方も存在していた。

### 中国式ペンホルダー
シェークハンドの柄を短く切り落とした形に近いラケットで、主に中国の選手が使用している。
以前（1960年頃～）は表ソフトを貼った前陣速攻の代名詞のラケットであった。前述のようにペンホルダーながら裏面での打球も比較的容易となっているため、他国でもその理由から中国式を使用する場合もある。また、吉田海偉のように裏面には貼らず、片面のみで打つ選手もいる。
日本式との大きな違いは、ブレードの厚さと形状である。ブレードの厚さはシェークハンドと同様に薄く、ブレード先端が円形であるため、角型や角丸型のような強力なフォアハンドが打ちにくいという短所があるが、丸型と同様に切り替えや細かい技術がしやすく裏面打法も容易である。
また、材質がシェークハンドとほぼ同じで、特殊素材を用いたラケットが開発されている背景もあり、日本式ペンホルダーと比べて製造面でのコストダウンが容易なため、シェークハンドのストレート（ST）やフレア（FL）と並んで、グリップ形状の選択肢としては定番になっている。
また、戦型や使われるラバーも多岐に渡る。使用されるラバーの組み合わせも選手個人や選手のレベルによって異なる。反転式ペンホルダー同様に、中国式を反転させて使用する選手もいる。世界的に活躍するレベルとなると、裏面には裏ソフトラバーが使用されている。
ラバーの貼り方は、他のラケットタイプと比べて独特である。グリップから少し離してラバーを貼る方法と、シェークハンドと同様に貼る方法に大別される。馬琳や韓陽のように表面、裏面で上記を組み合わせた方法で貼る選手もいる。